# UCTV Chile
UCTV Chile fue un canal de televisión por suscripción chileno de carácter internacional. Era la segunda señal de la Corporación de Televisión de la Universidad Católica de Chile que administró entre 1995 y 2000. Tras su cierre, el canal no tuvo una señal internacional hasta 2014, año en que Canal 13 lanzó 13i.

## Historia
En marzo de 1995, luego de que Canal 13 lograra transformarse en líder de audiencias y cubriera con su señal la totalidad del territorio chileno continental y de las cableoperadoras argentinas, bolivianas y peruanas, su entonces director ejecutivo, Eleodoro Rodríguez Matte, tomó la decisión de internacionalizar la señal católica. Para ello, creó dos nuevas señales: UCTV Chile —también llamada «Señal Internacional»— y la Señal 3. El primero era transmitido vía satélite para la audiencia en otros países, y el segundo era exclusivo de la proveedora televisión por cable Intercom (hoy VTR).
La señal comenzó a ser transmitida a las 16:00 del 27 de marzo de 1995 —con la emisión del documental Survivors. Mundo de la supervivencia— en Argentina, Paraguay, Uruguay, Bolivia y Perú a través del satélite PanAmSat I, y desde fines de 1995, la señal era transmitida a toda América desde Canadá hasta la Antártida por medio del satélite PanAmSat III. En los horarios que en la señal nacional programaba series extranjeras, UCTV Chile las reemplazaba con repeticiones de series nacionales, ya que el canal no tenía los derechos de emisión para transmitir producciones internacionales fuera de Chile. Los estelares se repetían en el horario de Sábado Gigante, programa que en su versión internacional desde los Estados Unidos no podía ser emitida por la señal internacional. En los últimos años del canal, se emitían momentos de Sábados Gigantes cuando este se hacía en Chile.
Su programación consistía en una mezcla entre programas propios de Canal 13 (85%), además de algunas series extranjeras importadas (15%), cuyos derechos para emitirse fuera de Chile estaban en poder de Canal 13. Además, tuvo programas desarrollados especialmente para la señal internacional, como el noticiero Encuentro Noticioso, conducido por la periodista Karin Ebensperger.
La primera etapa de la señal internacional apenas duró 5 años, luego que en 1999 la gestión de Rodrigo Jordan dejara a Canal 13 sumido en una grave crisis económica. El siguiente director ejecutivo, Jaime Bellolio Rodríguez, optó por cerrar las transmisiones de la señal internacional el 31 de octubre de 2000 para así reducir los costos operacionales de la estación.

## Logotipos
- 1995-1999: Consistía en el clásico logo de Canal 13, «TV-UC», debajo de él aparece el texto «CHILE», y con una esfera orbitando al logotipo.
- 1999-2000: Es el antiguo logo con la palabra «CHILE» al lado derecho.
- 2000: Similar al anterior pero con el logo empleado por la señal madre de Canal 13 desde Santiago usado entre 2000 y 2002.